# Lepyronia bifasciata
Lepyronia bifasciata är en insektsart som beskrevs av Liu 1942. Lepyronia bifasciata ingår i släktet Lepyronia och familjen spottstritar. Inga underarter finns listade i Catalogue of Life.